# Fuchsiaastrild
Fuchsiaastrild (Granatina granatina) är en fågel i familjen astrilder inom ordningen tättingar.

## Utseende
Fuchsiaastrilden är en praktfull långstjärtad astrild med röd näbb, fuchsiafärgade kinder och en blå övergump. Undersidan är bjärt kastanjebrun hos hanen, hos honan mer gräddbeige. Snårastrilden är liksom fuchsiaastrilden en mörk fågel, men har röd övergump, mörk ögonmask och tvärbandade vingar. Violastrilden saknar fuchsiaastrildens kindfärg och de delar heller inte utbredningsområde. 

## Utbredning och systematik
Fågeln förekommer från Angola till Namibia, Zambia södra Zimbabwe, Botswana och norra Sydafrika. Den behandlas som monotypisk, det vill säga att den inte delas in i några underarter.

## Levnadssätt
Fuchsiaastrilden hittas i torr törnsavann och torrare skogslandskap. Där födosöker den på marken och lågt i buskage, ofta i sällskap med andra finkar och astrilder. Arten kan vara skygg och flyga iväg långt när den skräms upp.

## Status
Arten har ett stort utbredningsområde och beståndet anses vara stabilt. Internationella naturvårdsunionen IUCN listar den därför som livskraftig (LC).